# Manobra de Uskub
A Manobra de Uskub, hoje Skopje (em macedônio: Скопје), foi um ataque realizado pela Brigada Jouinot-Gambetta, composta pelos 1º e 4º Regimentos de Chasseurs d'Afrique e pelo Regimento de Spahis Marroquinos do Exército Francês, comandado pelo General Jouinot-Gambetta, entre os dias 24 e 30 de setembro de 1918 na Macedônia, para dividir em dois o Exército Búlgaro, já abalado pela ofensiva iniciada em 15 de setembro de 1918.
Ela permite que as tropas aliadas, comandadas pelo General Franchet d'Espèrey, explorem o rompimento da frente (na Batalha de Dobro Polje) subindo o vale do Vardar na direção de Vélès e Uskub, dividindo assim o exército búlgaro em dois e forçando a Bulgária a assinar o armistício em 29 de setembro daquele ano.

## A Frente Oriental
Embora a Frente Ocidental continue sendo a principal e mais conhecida frente da Grande Guerra, houve batalhas ferozes em outros lugares. A frente dos Bálcãs é uma delas e, se permanece secundária, sua importância é real.

### Uma frente congelada
A partir do mês de novembro de 1914, os políticos aliados têm a ambição de um desembarque no estreito de Dardanelos. Uma primeira expedição marítima foi enviada, mas sem muito sucesso. Uma nova expedição, desta vez por terra, foi realizada com um primeiro contingente de soldados anglo-franceses (mas também unidades australianas e neozelandesas) na península de Galípoli, à entrada do estreito de Dardanelos. Acontece que é catastrófica, os soldados são completamente abatidos pela artilharia otomana. Os Aliados tiveram que abandonar a área, mas mesmo assim conseguiram recuar para Salônica. A Grécia era então um país neutro, pelo menos em teoria, mas na realidade estava dividida entre os partidários do primeiro-ministro, Venizelos, defensor da Tríplice Entente (França, Rússia, Império Britânico) e os do rei Constantino I, favoráveis às Potências Centrais.
A força expedicionária torna-se o Exército do Oriente e Salônica um imenso acampamento militar entrincheirado, sob a ameaça constante dos exércitos alemão, austro-húngaro e búlgaro. Deve esperar 1918 para a grande ofensiva acontecer.
Durante 1917, o General Guillaumat se esforça para treinar as tropas e, especialmente, para conter as ondas de epidemias mortais. Ao mesmo tempo, contribui para a formação de um quadro interaliado, forte o suficiente para tomar decisões rápidas e eficazes. Além disso, os gregos acabam entrando no conflito ao lado dos Aliados. Chegou a hora da reconquista.

### A retomada da guerra em movimento
Em junho de 1918, o General Guillaumat, chamado de volta a Paris, foi substituído pelo General Franchet d'Espèrey, que deu continuidade ao programa traçado por seu antecessor e preparou a ofensiva dos Balcãs.
Em 15 de setembro de 1918, com o acordo dos governos inglês e italiano, Franchet d'Espèrey lançou os exércitos aliados para reconquistar os Bálcãs. No Oriente, os soldados ingleses e gregos atacam em direção à Bulgária, no vale do Vardar. No centro, os franceses e os sérvios, avançando rapidamente, capturaram todos os seus objetivos. Após o rompimento da frente germano-búlgara pela infantaria em Dobropoljé, a brigada de cavalaria africana sob as ordens do General Jouinot-Gambetta, foi lançada na retaguarda inimiga em 21 de setembro à noite. Antecipando sua manobra estratégica, o general-em-chefe havia reunido e preparado esta cavalaria na área de Monastir. Ela foi montada nos melhores cavalos de tropa, os árabes-bereber. Os cavaleiros franceses treinados na Argélia e os cavaleiros marroquinos, que participaram da campanha oriental, também estavam entre os melhores cavaleiros guerreiros que a França havia engajado em suas muitas campanhas.
Um dos episódios mais famosos desta ofensiva continua sendo a última carga de cavalaria do Exército Francês. A brigada de cavalaria constituída pelos 1º e 4º Regimentos de Caçadores da África e pelo Regimento de Marcha de Spahis Marroquinos, conseguiu uma incursão de cerca de 80 quilômetros, pelos maciços montanhosos da Macedónia e da Sérvia, a mais de 2.000 metros de altitude. A brigada então se aproximou de seu objetivo, Uskub, um importante centro ferroviário e de comunicação do inimigo germano-búlgaro (Uskub, a atual capital da Macedônia do Norte sob o nome de Skopje).

## A Batalha de Uskub
Ao chegar em junho de 1918, o General Franchet d'Espèrey tinha um exército pronto para servir. Em setembro de 1918, os Exércitos Aliados do Oriente (Armées Alliées d’Orient, AAO) comandados pelo General Franchet d'Espèrey compreendiam cerca de 670.000 homens, incluindo 210.000 franceses (8 divisões: 30º DI, 57º DI, 76º DI, 122º DI, 156º DI, 11º DIC, 16ª DIC, 17ª DIC); 157.000 gregos (9 divisões); 138.000 britânicos (4 divisões); 119.000 sérvios (6 divisões); 43.000 italianos. Enfrentando essas tropas, sob as ordens do Generalfeldmarschal August von Mackensen, 550.000 homens do Exército Búlgaro, 18.000 alemães, 25.000 turcos e um corpo austro-húngaro. O general francês pensa em um plano ousado para desorganizar a frente adversária. O alvo escolhido é Gradsko: base logística no cruzamento dos vales de Cerna e Vardar. Trata-se então de impedir a retirada do inimigo, perseguindo-o. O ataque é marcado para 14 de setembro de 1918. Em 24 de setembro, Gradsko cai. As unidades germano-búlgaras agora só podem se retirar passando por Uskub. Franchet d'Espèrey decidiu usar o grupo de cavalaria do General Jouinot-Gambetta para ultrapassar o inimigo com Prilep e depois Uskub como objetivo.
Desde o final do mês de agosto, o General Jouinot-Gambetta e seu grupo de cavalaria, composto pelos 1º e 4º Chasseurs d'Afrique dos tenentes-coronéis de Lespinasse de Bournazel (que é pai do Capitão Henry de Bournazel, herói da pacificação do Marrocos) e Labauve, e do Regimento de Marcha de Spahis Marroquinos do Tenente-Coronel Guéspereau, estava pronto para avançar da região sul de Florina. Colocado em movimento em em 20 de agosto, junta-se a leste de Monastir, e em seguida Prilep, no dia 22. As linhas de comunicação inexistentes e a destruição causada pelos inimigos complicam seu avanço. Para chegar a Uskub o mais rápido possível, Jouinot-Gambetta decidiu então passar pelo maciço Golesnica Planina, considerado inacessível. Para isso, a tropa conta apenas com os recursos de seu equipamento e se desloca a pé ao lado de sua montaria, tudo sob um calor opressivo durante o dia e um frio intenso à noite. Eles chegam à última aldeia diante de Uskub, em 28 de setembro às dez horas da noite. Eles estão exaustos, mas conscientes de que uma vitória em Uskub consagraria a derrota final do inimigo germano-búlgaro nos Bálcãs.
No dia seguinte, a ofensiva foi lançada: os três regimentos de cavalaria atacam simultaneamente de três lados. Pela manhã, Spahis e Chasseurs d'Afrique atacam, para grande surpresa do inimigo. Rapidamente, a estrada para Kalkandelen é cortada e a estação é tomada por volta das 9h30. Cada esquadrão toma a iniciativa na primeira oportunidade, tomando depósitos logísticos e gado, mesmo que o 1º Regimento de Caçadores da África encontrasse dificuldades com um comboio búlgaro escoltado por um batalhão de infantaria. O 4º Chasseurs é enviado pelo eixo do vale do Vardar onde enfrenta soldados de infantaria apoiados por um trem blindado. Acabam obrigando o inimigo a recuar e o trem, recuando em direção à cidade, é capturado pelos cavaleiros franceses no local. A cidade é finalmente tomada.
Avisado da fuga de colunas inimigas para o leste, Guéspereau considera que o inimigo deve ser perseguido em todos os lugares e então lança dois esquadrões de Spahis em sua perseguição. Graças a essas ações, as tropas adversárias são colocadas na maior confusão. Apesar de tudo, outras colunas avançam em direção à cidade pelo sul. Os cavaleiros, muito poucos, não podendo resistir por muito tempo, o General Henrys, comandante do Exército Francês do Oriente, decidiu enviar o destacamento de infantaria do General Tranié para socorrer os cavaleiros. As forças francesas, reforçando assim a sua posição, impedem qualquer recuo do 11º Exército alemão: este deve capitular.

## Consequências da Vitória

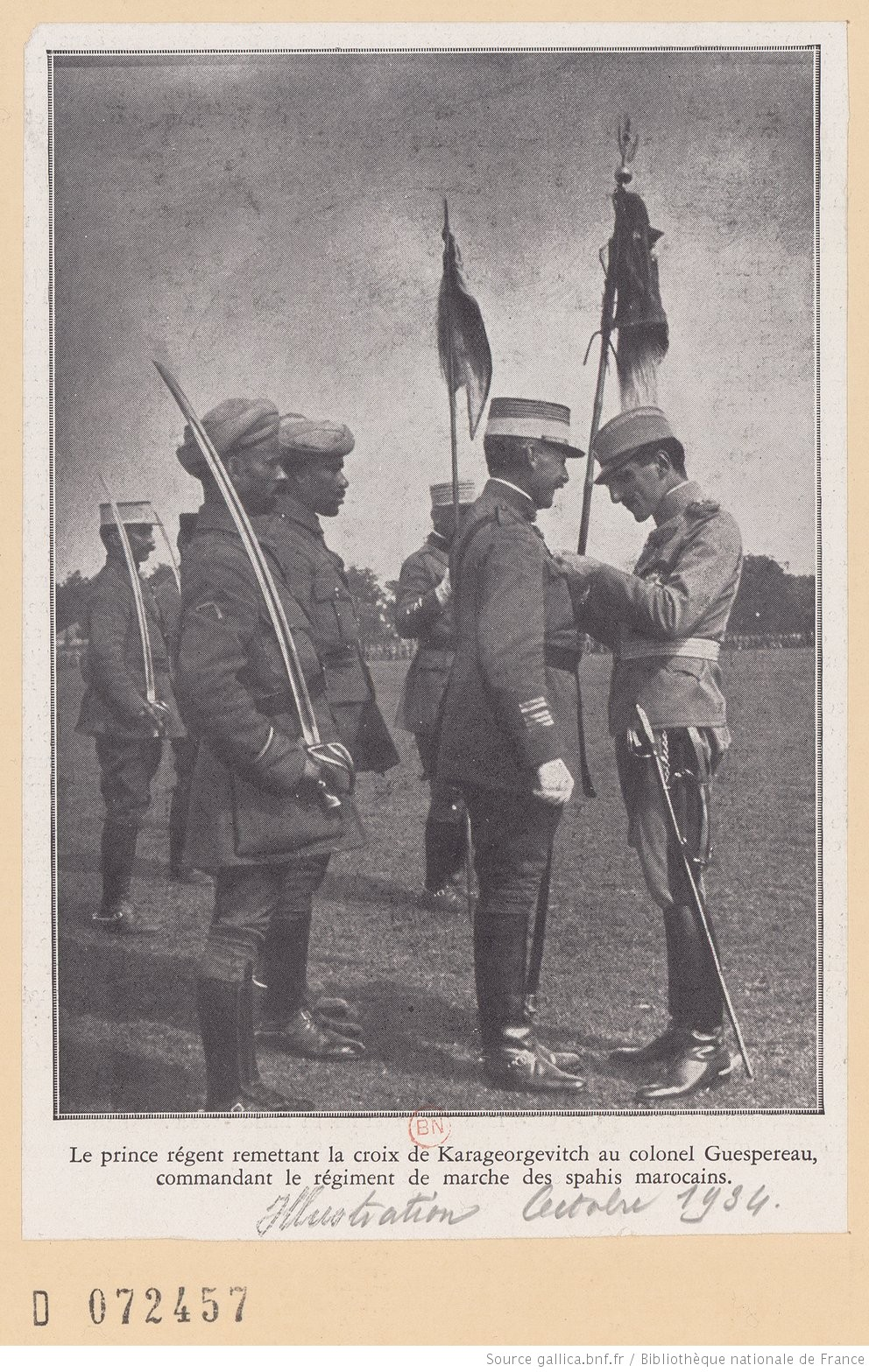
O rei sérvio Alexandre recompensa o Coronel Jespereau, comandante do Regimento Spahi marroquino que participou do ataque, com a Cruz de Karađorđević.

A vitória em Uskub levou à assinatura do armistício búlgaro em 30 de setembro de 1918 às 10h Compreendendo o significado dos eventos, o czar búlgaro telegrafou a Guilherme II da Prússia dizendo “O desastre na Macedônia será a desgraça de todos nós”.

### A Bulgária neutralizada
Se o recomeço da ofensiva na frente oriental é um sucesso, inicialmente foi alvo de muitas dúvidas. Um grande ceticismo de fato reina entre os Aliados, em particular entre os britânicos que, queimados pelo fracasso dos Dardanelos em 1915, começam a retirar suas unidades. Foi o general Guillaumat, chamado de volta da Frente Oriental e substituído por Franchet d'Esperey, que conseguiu convencer os governos inglês e italiano graças à sua força de convicção e ao seu entusiasmo. A ofensiva começa em 14 de setembro e Uskub é tomada no dia 29. As ordens dadas ao grupo de cavalaria parecem temerárias, até irrealistas, pelo que ao anúncio desta vitória há uma explosão de alegria no Grande Quartel-General. Permitiu a captura de mais de 70.000 prisioneiros (búlgaros) e a recolha dos seus equipamentos.
Depois de assinar o armistício, os búlgaros devem se desmobilizar e entregar suas armas pesadas aos Aliados. Além de evacuar os territórios ocupados, eles têm a obrigação de abrir seus portos aos navios aliados. Estas condições asseguram a neutralização da Bulgária. A perda deste aliado torna insustentável a situação militar da Tríplice Aliança nos Bálcãs.

### A continuação das operações
Por outro lado, as possibilidades agora são imensas para os Aliados: empurrar para o leste e para a Turquia ou para o norte e para a Hungria. Para Franchet d'Esperey, é preciso evitar qualquer enrijecimento do adversário e continuar a marcha, e isso apesar do imenso cansaço das tropas. Os últimos, portanto, perseguem as unidades alemãs e austríacas em retirada. No entanto, os planos do general são dificultados pelo reaparecimento dos conflitos internos da coalizão. A vitória e a aproximação do fim da guerra despertaram os interesses individuais de italianos e ingleses. Estes últimos, ajudados pelos gregos, lideram a ofensiva contra a Turquia enquanto o avanço para o Norte é feito principalmente pelas unidades sérvias e francesas.
Para espanto de todos, os Aliados subiram para o Danúbio. Na vanguarda do exército sérvio está a brigada do General Jouinot-Gambetta, que invadiu do norte da Grécia até o Danúbio. Depois de tomar Uskub, ela percorreu 800km a cavalo em cinco semanas, reabastecendo exclusivamente com civis sérvios.
Os impérios centrais não podem mais reconstruir uma frente sul. Ainda mais desestabilizado pela ofensiva italiana do Vittorio Veneto, o Império Austro-Húngaro assinou então o armistício em 4 de novembro de 1918. A frente alemã cedendo no oeste, a operação que estava sendo preparada contra Berlim foi então cancelada: o armistício alemão é assinado em 11 de novembro.

## Homenagens
Na sequência desta façanha de armas, o Regimento de Marcha de Spahis Marroquinos é citado na ordem do Exército assim como o 1º e 4º caçadores africanos, sendo atribuída às bandeiras dos três regimentos a inscrição de batalha Uskub 1918.
Aristide Briand escreve em seu prefácio ao livro de Jouinot-Gambetta, sobre a captura de Uskub em setembro de 1918 pela brigada de cavalaria Jouinot-Gambetta, "a cavalgada de seus cavaleiros em direção a Uskub é um épico magnífico. Os cavaleiros de Murat não se saíram melhor".
A vitória de Uskub é comemorada anualmente em cerimônia pelo 1º Regimento de Spahis em Valence. Também é homenageado pela 58ª promoção da Escola Militar de Armas Combinadas, nome desta batalha durante o Triunfo de 2019. Nesta ocasião, o Museu do Oficial apresentou uma exposição sobre este pouco conhecido feito de armas.

### Memórias
- General Jouinot-Gambetta (1920). Uskub, ou Du rôle de la cavalerie d'Afrique dans la victoire (em francês). Prefácio de Aristide Briand. Paris: Berger-Levrault. 381 páginas. OCLC 10794417
- Millet, Auguste-Henri (1923). A travers la Serbie libérée, 1918, souvenirs (em francês). Paris: Charles-Lavauzelle. 107 páginas
- Guespereau, General Edmond (1932). «Le rôle de la cavalerie dans l'offensive d'Orient (septembre 1918)». Revue des Balkans. L'Armée d'Orient vue à 15 ans de distance (em francês)